# Охота на Снарка
«Охота на Снарка» (англ. The Hunting of the Snark) — поэма Льюиса Кэрролла, написанная в 1876 году, образец литературы нонсенса. Основа сюжета — охота команды из девяти человек и бобра за таинственным Снарком. Произведение описывает «с нескончаемым юмором невозможное путешествие невероятной команды в поисках невообразимого существа». Поэма использует некоторые образы «Бармаглота» (в частности, птица Jubjub и Bandersnatch).

## Содержание
Стихотворение типично для поэзии Кэрролла — ловкие рифмы, грамматически верно построенные предложения в сочетании с абсурдными с точки зрения логики событиями, во многом полубессмысленным содержанием, частым использованием самовыдуманных слов, таких, как Снарк. Это — самое длинное стихотворное произведение Кэрролла. В отличие от «Алисы», прозы, чередующейся со стихотворениями, «Снарк» — от начала и до конца написан в стихах. Жанр поэмы обозначен автором как Agony in Eight Fits – агония в восьми приступах (fits: игра слов, основанная на устаревшем «fitt», означающем «часть песни», и «fit» — «судорожный приступ»).

## Действующие лица

### Участники охоты
В оригинале все участники охоты начинаются на букву 'B'. (Эта особенность соблюдена в некоторых русских переводах, см. ниже.)
- Капитан/глашатай (Bellman);
- Чистильщик обуви (Boots);
- Изготовитель чепцов  (maker of Bonnets and Hoods);
- Барристер (Barrister);
- Брокер (Broker);
- Биллиардный маркёр (Billiard-marker);
- Банкир (Banker);
- Мясник (Butcher);
- Бобр (Beaver);
- Пекарь (Baker).

### Обитатели острова
- Снарк (Snark) – таинственное существо, охота на которого является сюжетом поэмы.
- Буджум (Boojum) – особо опасная разновидность снарка, встреча с которым может привести к исчезновению.
- Jubjub (в переводе Г. Кружкова Хворобей) – "ужасная птица" (desperate bird), издающая страшные звуки. Упоминается также в "Алисе в Зазеркалье" – в стихотворении Jabberwocky ("Бармаглот"): в переводе Дины Орловской отсутствует; в переводе Татьяны Щепкиной-Куперник "птица Юб-юб".
- Bandersnatch (в переводе Г. Кружкова Кровопир) – опасное существо неопределённого вида. Упоминается также в "Алисе в Зазеркалье" – в стихотворении Jabberwocky и один раз в тексте книги: в переводе Дины Орловской / Нины Демуровой "Брандашмыг".

| Капитан/глашатай (Bellman)           | Чистильщик обуви (Boots) | Изготовитель чепцов (Bonnet maker) | Барристер (Barrister) | Брокер (Broker) |
| Биллиардный маркёр (Billiard-Marker) | Банкир (Banker)          | Мясник (Butcher)                   | Пекарь (Baker)        | Бобр (Beaver)   |

## Пересказ сюжета
I. Высадка на берег (Landing).
Капитан провозглашает "Это самое подходящее место для снарка". Команда высаживается на берег острова. Следует перечисление членов команды: Барристер, который улаживает конфликты; Брокер, который оценивает имущество; Банкир, которому поручены деньги. Кроме того – Бобр, который, по словам капитана, много раз спасал их от кораблекрушения (но никто не знает, как именно). Ещё один участник – Пекарь, который не помнит, как его зовут: перед отплытием он забыл на берегу 42 ящика со своими вещами; потом оказалось, что он умеет печь только свадебный пирог – но для него на корабле нет материалов. Наконец, Мясник, который, как оказалось после отплытия, умеет убивать только бобров. Узнав об этом, Капитан замечает, что Бобр принадлежит ему, и он бы очень сильно переживал в случае его смерти. Бобр предлагает, чтобы Мясник ехал на отдельном корабле, но Капитан говорит, что это невозможно. Банкир предлагает Бобру страховку от пожара и от града. После этого эпизода Бобр всегда отворачивается, когда встречает Мясника.
II. Речь капитана (The Bellman's Speach).
Описание морской карты: она пустая. После долгого плавания команда высаживается на острове, состоящем из скал и глубоких ущелий. Капитан произносит речь, в которой сообщает членам команды пять безошибочных признаков, по которым можно опознать снарка. Во-первых: на вкус снарк постный, но хрустящий, и имеет привкус блуждающих огней. Во-вторых: снарк поздно просыпается. В-третьих: снарк не понимает шуток. В четвёртых: снарк питает пристрастие к купальным фургонам. В-пятых: снарк честолюбив. Далее, снарки делятся на тех, которые имеют перья и кусаются, и тех, которые имеют усы и царапаются. Наконец, хотя обычные снарки безвредны, некоторые из них являются буджумами. На этом месте речи Капитана Пекарь падает в обморок.
III. Рассказ пекаря (The Baker's Tale).
Пекаря приводят в чувство. Он рассказывает, что его дядя объяснял ему, что можно делать со снарком и как его нужно ловить. По словам дяди, если снарк – обычный, то его можно подать к столу с зеленью, и с его помощью можно зажигать спички. Ловить его нужно так:
Ищи его с помощью напёрстков, ищи его заботливо, лови его вилами, лови его с надеждой, угрожай его жизни железнодорожными акциями, очаровывай его улыбками и мылом.

(You may seek it with thimbles - and seek it with care; // You may hunt it with forks and hope; // You may threaten its life with a railway-share; // You may charm it with smiles and soap.)
Капитан говорит, что тоже слышал об этом методе. Пекарь продолжает рассказ дяди, который предостерегал его об опасности, если пойманный снарк окажется буджумом: в таком случае тот, кто поймал снарка, немедленно исчезнет – бесшумно и навсегда. Мысли об этом постоянно тревожат Пекаря.
IV. Охота (The Hunting).
Капитан спрашивает Пекаря, почему он не сказал об этом перед отплытием. Пекарь говорит, что он сказал это на нескольких иностранных языках (иврите, голландском, немецком, греческом), забыв о том, что их язык – английский. Капитан держит напутственную речь, члены команды готовятся к охоте: Банкир меняет серебро на банкноты, Пекарь причёсывается и выбивает пыль из пальто, итд. Капитан говорит, что им понадобятся все их силы, если они встретят ужасную птицу Jubjub.
V. Урок бобра (The Beaver's Lesson).
Начинается охота на снарка по методу, рекомендованному дядей Пекаря:
Они искали его с помощью напёрстков, они искали его заботливо, они преследовали его вилами, они преследовали его с надеждой, они угрожали его жизни железнодорожными акциями, они очаровывали его улыбками и мылом.

(They sought it with thimbles, they sought it with care; // They pursued it with forks and hope; // They threatened its life with a railway-share; //They charmed it with smiles and soap.)

(перевод Г. Кружкова: И со свечкой искали они, и с умом, // С упованьем и крепкой дубиной, // Понижением акций грозили притом // И пленяли улыбкой невинной.)
Мясник самостоятельно идёт искать снарка в пустынное тёмное ущелье. По случайности, Бобр идёт туда же. Они стараются не замечать друг друга, но ущелье становится узким, и они идут рядом. В воздухе раздаётся страшный крик. Мясник говорит, что это крик птицы Jubjub, и повторяет это ещё два раза, потому что у Капитана есть поговорка "что я сказал три раза, то верно" (What I tell you three times is true). Бобр сбивается со счёта и не может сложить 1+2. Мясник объясняет ему, как найти ответ, с помощью вычисления (3+7+10)*(1000-8)/992-17. После этого он рассказывает Бобру о птице Jubjub: она живёт в постоянном энтузиазме (in perpetual passion), её вкус в одежде далеко опережает моду, в жареном виде она утончённее устриц, её варят в опилках и клее, при готовке важно сохранять её симметричную форму и т. д. После этого Мясник и Бобр возвращаются к команде и становятся лучшими друзьями.
VI. Сон барристера (The Barrister's dream).
Охота продолжается ("они искали его с помощью напёрстков..."). Барристер засыпает, и видит во сне судебное разбирательство по делу о свинье, сбежавшей из хлева, где снарк выступает в роли защитника. После долгих разбирательств судья не в состоянии подвести итог обвинения, а присяжные — зачитать своё решение. В обоих случаях это делает снарк, и он же оглашает приговор: пожизненное изгнание, и по его отбытии — денежный штраф. Тюремщик сообщает, что приговор невозможно привести в исполнение, так как свинья умерла несколько лет назад. Барристер просыпается от того, что Капитан звенит в колокольчик над его ухом.
VII. Судьба Банкира (The Banker's Fate).
Охота продолжается. Банкир отделяется от команды. На него нападает Bandersnatch. Банкир предлагает ему деньги, но Bandersnatch хватает его и собирается съесть. На крики Банкира прибегает команда и спасает его, но Банкир сходит с ума. Капитан говорит, что они потеряли слишком много времени и, если будут ещё задержки, то им не удастся поймать снарка до конца дня.
VIII. Исчезновение (The Vanishing)
Охота продолжается. Капитан видит Пекаря, стоящего на вершине скалы и машущего руками и головой. Капитан уверен, что Пекарь нашёл снарка. Члены команды видят, как Пекарь прыгает в расселину, и прислушиваются. Сначала они слышат "Это снарк!"; потом – смех и радостные восклицания; потом – крик "Это Бу..." После этого наступает молчание. Некоторым кажется, что они услышали "...джум", но другие считают, что это был шум ветра. Они ищут Пекаря до наступления темноты, но ничего не находят:
На середине слова, которое он пытался сказать, на середине его смеха и ликования, он в мгновение бесшумно исчез – видите ли, снарк всё-таки был Буджумом.

(In the midst of the word he was trying to say, // In the midst of his laughter and glee, // He had softly and suddenly vanished away – // For the Snark *was* a Boojum, you see.)

(перевод Г. Кружкова: Недопев до конца лебединый финал, // Недовыпекши миру подарка, // Он без слуху и духу внезапно пропал — // Видно, Буджума принял за Снарка!)

## Переводы
Существует более тридцати стихотворных переводов поэмы на русский язык. Первый появился в 1981 году — В. Фета. Каждый перевод имеет собственный набор русских эквивалентов для английских названий и терминов. Все переводы имеют смысловые отклонения, которые, впрочем, не изменяют общей сюжетной линии.
Только сам снарк имеет одинаковое написание почти во всех вариантах (у Е. Клюева — "Смарк", у Ю. Лифшица — "Крысь", у В. Орла — "Змерь", у П. Елохина — "Верп", у С. Жукова — "Чудоюд", у Н. Хлебникова — "Нарк", у Д. Ермоловича — "Угад").
| Оригинал        | Перевод Г. М. Кружкова (1991)                 | Перевод М. Пухова (1991)  | Перевод В. Гандельсмана (2000) | Перевод С. Шоргина (2004) | Перевод Ю. Лифшица (2006) | Перевод Л. Яхнина (2010) | Перевод Ю.Орловой (2020) |
| --------------- | --------------------------------------------- | ------------------------- | ------------------------------ | ------------------------- | ------------------------- | ------------------------ | ------------------------ |
| Boojum          | Бу́джум                                        | Буджу́м                    | Злодюка                        | Бабай                     | Бу́джум                    | Буджу́м                   | Буджу́м                   |
| Fit             | Вопль                                         | Приступ                   | Песнь                          | Вой                       | Истерия                   | ОХ                       | Пстих                    |
| Bellman         | Балабон                                       | Благозвон                 | Беллман                        | Спикер                    | Буйноглас                 | Билли-Белл               | Капитан                  |
| Butcher         | Браконьер                                     | Бойня                     | Мясник                         | Стрелок                   | Бойскотт                  | Бука-Бяка                | Браконьер                |
| Banker          | Банкир                                        | Банкир                    | Банкир                         | Счетовод                  | Банкир                    | Банкир                   | Банкир                   |
| Bonnet maker    | Болванщик                                     | пошивщик Бантов и Беретов | Портняга                       | Сапожник                  | Беретошвей                | Берет                    | Болванщик                |
| Barrister       | Отставной козы Барабанщик, он же Бывший судья | Барристер                 | Юрист                          | Судейский                 | Балабол                   | Болтун-Бормотун          | Барристер                |
| Broker          | Барахольщик                                   | Барышник                  | Бухгалтер                      | Старьёвщик                | Биржевик                  | Брокер                   | Брокер                   |
| Beaver          | Бобёр                                         | Бобёр                     | Бобёр                          | Сурок                     | Бобёр                     | Бобёр                    | Бобёр                    |
| Baker           | Булочник                                      | Булочник                  | Пекарь                         | Стюард                    | Булочник                  | Бисквит                  | Булкодел                 |
| Boots           | Билетёр                                       | Башмаки                   |                                | Слуга                     | Башмачист                 | Бэби-Бой                 | Ботиночный Мастер        |
| Billiard-Marker | Бильярдный маэстро                            | Бильярдист                | Бильярдный Ас                  | Стервец                   | Бильярдист                | Билли-ардист             | Бильярдный Маркёр        |
| Jubjub          | Хворобей                                      | Джубджу́б                  | Фьюжас                         | Соловей Разбойник         | Джу́бджуб                  | Жутконос                 | Джубджу́б                 |
| Bandersnatch    | Кровопир                                      | Бандерхват                | Бармаглот                      | Бандюгад                  | Бурдосмак                 | Страхус                  | Брандашмыг               |

## Смысловая нагрузка
В 1940-х годах  появилась такая теория, что Снарк — это атомная энергия  (и  вообще  научный  прогресс), а Буджум — ужасная атомная бомба (и вообще всё,  чем  мы  за прогресс расплачиваемся).
«Снарк» писался для детей, но известным математиком. В нём можно увидеть как принца, в котором разочаровалась маленькая девочка, так и страшную атомную бомбу.
«Когда ты прочтешь „Снарка“, — писал Кэрролл одной из своих приятельниц-девочек, — то, надеюсь, напишешь мне, как он тебе понравился и всё ли было понятно. Некоторые дети в нём так и не разобрались. Ты, конечно, знаешь, кто такой Снарк? Если знаешь, то скажи мне, потому что я не имею о нём никакого представления» {Цит. по Падни Дж. С. 102.}.
Он также говорил: «Под Снарком я имел в виду только то, что Снарк — это и есть Буджум… Я хорошо помню, что когда я писал поэму, никакого другого значения у меня и в мыслях не было, но с тех пор люди всё время пытаются найти в Снарке значение. Мне лично больше всего нравится, когда Снарка считают аллегорией Погони за Счастьем».

## Ирония, абсурд и игра слов
Произведение изобилует иронией и логическими противоречиями, также автор не раз использует игру слов.
В первых строках Капитан заявляет, что его утверждение о выборе места поиска Снарка – истина, потому что он произнес его трижды: « А что сказано трижды,  то —  факт» (в пер. Ю.Орловой). Тем самым Кэрролл (а он был священником) иронизирует над склонностью схоластов и богословов считать утверждение истиной лишь на основании того, что оно встречается в нескольких источниках, хотя авторы источников вполне могли скопировать его друг у друга или у одного и того же авторитета.
Взятый на борт Бобёр «делает кружева на банте», однако слово «бант» имеет и значение «нос корабля»: вероятно, поэтому Капитану кажется, что бобёр «не раз спасал судно от крушения».
Капитан озадачен абсурдным поведением судна, когда оно плывет на запад, хотя ветер дует в направлении востока. Иногда руль путается с бушпритом, но Капитан объясняет, что такое часто случается в тропическом климате, потому что судно «так сказать, “снаркуется”».
Свою речь об отличительных признаках Снарка Капитан начинает  первой строчкой речи Марка Антония из трагедии У.Шекспира «Юлий Цезарь»:«Други! Римляне! Дайте мне ваших ушей!» » (в пер. Ю.Орловой). Далее, во время охоты, Капитан восклицает:  «Ибо Англия ждёт!», отсылая читателя к флажному сигналу на флагманском корабле командующего британским флотом адмирала Нельсона «Виктория» перед началом Трафальгарского сражения 21 октября 1805 года («Англия ждёт, что каждый выполнит свой долг»).
Кэрролл иронизирует над частым явлением того времени —  купальными фургонами, называя Снарка большим их поклонником ("он постоянно носит такие с собой"). Это приспособление использовалось для купания на морских пляжах, представлявшее собой повозку с деревянными или брезентовыми стенками, на которой купальщики заезжали в море, чтобы переодеться и спуститься в воду, будучи скрытыми от посторонних глаз в соответствии с правилами приличия тех времён. Многим они не нравились из-за неэстетичности вида, мешали наслаждаться морским пейзажем.
В процессе охоты Болванщик изобретает новый вариант компоновки не то бантов, не то луков — в английском они обозначаются одним и тем же словом «bows». В переводе на русский можно встретить другую игру слов: «дуга лука» — «изгибаться в дугу».
На судебном процессе дезертирство свиньи признается доказанным фактом, «но (в мере цены на бельё)/Свинья совершенно в нём не виновата,/ Ведь алиби есть у неё» (в пер. Ю.Орловой). При этом ей назначается пожизненный срок, а «затем» уже штраф. Кэрролл иронизирует над сложностью, путанностью и нелогичностью аргументов, к которым иногда прибегают на судах.

## Театральные постановки
Британский поп-композитор Майк Батт создал мюзикл под названием «Охота на Снарка: Мюзикл» в 1984 году. Первые несколько исполнений представляли собой костюмированные концерты; в 1991 году мюзикл был представлен в виде театральной постановки в театре Принца Эдварда (Лондон).
В 2012 году в рамках проекта «Платформа» состоялась премьера оперы «Охота на Снарка» композитора Юрия Лобикова. Режиссёром постановки стал Кирилл Серебренников. Партитура написана для 12 певцов a capella и представляет собой сложную смесь традиционного мюзикла и оперетты, современной академической музыки и различных жанров поп-музыки. Спектакль воплотили и исполнили студенты курса Кирилла Серебренникова в Школе-студии МХАТ.

## В культуре
- В книге Джеральда Даррелла «Путь кенгурёнка» цитаты из «Охоты на Снарка» использованы в качестве эпиграфов к главам. В русском переводе (переводчик Лев Жданов) Снарка называют «Ворчуном», а Буджума - «Мычуном». Название самого произведения переведено как «Охота Ворчуна». Заключительное четверостишие переведено так: Заливаясь безудержным смехом, // Порываясь хоть слово сказать, // Незаметно и тихо он сгинул, // Ведь Ворчун был на деле Мычун.
- В книге Мариам Петросян «Дом, в котором…» цитаты из «Охоты на Снарка» использованы в качестве эпиграфов к некоторым главам.